# Памятник Кирову (Элиста)
Памятник С. М. Кирову — памятник, находящийся в начале улицы Кирова в городе Элиста, Калмыкия. Памятник располагается на территории парка «Дружба» возле Мемориального комплекса героев Гражданской и Отечественной войн . Посвящён советскому коммунистическому деятелю Сергею Мироновичу Кирову. Объект культурного наследия Республики Калмыкия.
Памятник был установлен в 1950 году. Автор памятника — скульптор И. Андреенко.
7 мая 2009 года памятник был внесён в реестр объектов культурного наследия Республики Калмыкия (№ 291).